# Kozová
Kozová (ucraniano: Козова́́; polaco: Kozowa) es un asentamiento de tipo urbano de Ucrania, perteneciente al raión de Ternópil en la óblast de Ternópil.
En 2017, el asentamiento tenía una población de 9194 habitantes. Desde 2020 es sede de un municipio que incluye 35 pueblos y tiene una población total de unos veinticinco mil habitantes.
Se ubica unos 25 km al suroeste de la capital regional Ternópil, sobre la carretera E50 que lleva a Stry.

## Historia
Se conoce la existencia del pueblo desde 1440, cuando pertenecía a la familia noble Skarbek en el voivodato de Rutenia. En los siglos XVI y XVII numerosos ataques tártaros, además de provocar la ruina continua del asentamiento, obligaron a una destacable presión fiscal a los habitantes del pueblo, por lo que en 1649 tuvo aquí un fuerte apoyo la rebelión de Jmelnitski; para calmar las protestas, en 1650 se concedió a Kozová el Derecho de Magdeburgo, once ferias anuales y un mercado semanal. En la partición de 1772 pasó a formar parte del Imperio Habsburgo, que mantuvo el estatus de miasteczko que Kozová había obtenido en el siglo anterior. A partir de 1897 se desarrolló como poblado ferroviario.
En 1920 pasó a formar parte de la Segunda República Polaca, durante cuyo gobierno vivían en Kozová unos tres mil polacos, casi dos mil judíos y unos mil quinientos ucranianos; en la Segunda Guerra Mundial, los invasores alemanes asesinaron a casi todos los judíos de Kozová, la mayoría de los cuales murieron en el propio pueblo y una minoría importante en el campo de exterminio de Bełżec. La brutalidad de la ocupación y de la posterior guerra que llevó a cabo la Unión Soviética para recuperar el territorio llevaron a que en 1944 el pueblo estuviera casi abandonado. A partir de entonces, la RSS de Ucrania repobló el asentamiento casi exclusivamente con ucranianos, mediante la apertura de varias industrias. En 1958 adoptó el estatus de asentamiento de tipo urbano. Hasta 2020 fue la capital del raión de Kozová.